# Campos Salvajes

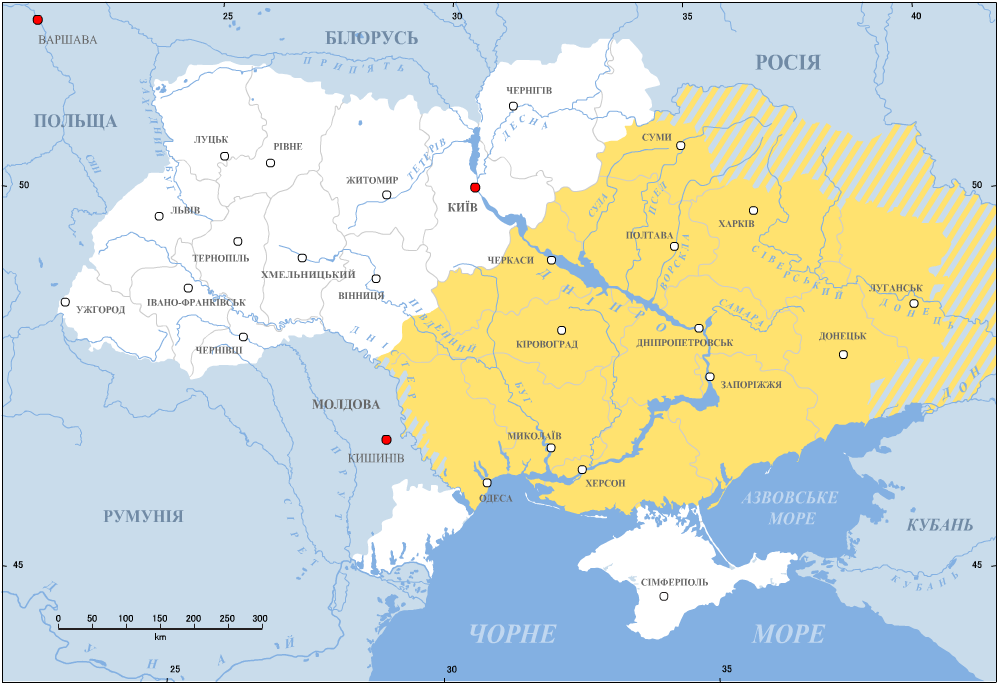
La región de los Campos Salvajes, en las actuales Moldavia, Ucrania y Rusia.

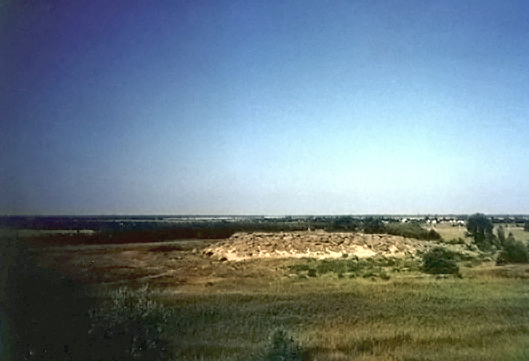
La estepa en Kamyana Mohyla.

Los Campos Salvajes (en ruso: Ди́кое По́ле, en ucraniano: Дике Поле, en polaco: Dzikie pola, en polaco: Dykra, en latín: Loca deserta, o campi deserti inhabitati, también traducida como el Yermo) era una región histórica, sin límites claros y escasamente poblada, que ocupaba la estepa póntica de las costas del mar de Azov y del mar Negro, entre los ríos Dniéster al oeste y Don y Jopior al este, y con Kiev al norte. El término fue utilizado en los documentos de la Mancomunidad de Polonia-Lituania de los siglos XVI, XVII y XVIII.

## Historia

### Época clásica y primeros siglos de nuestra Era
De acuerdo a los primeros documentos históricos que hablan sobre la región (Heródoto y otros historiadores), la zona al norte del mar Negro estaba poblada por los escitas. La escasa densidad de población y la ausencia de fronteras vigiladas las sometían al paso o las expediciones de los distintos pueblos nómadas en sus migraciones del este al oeste, de Asia a Europa.

### Rus de Kiev

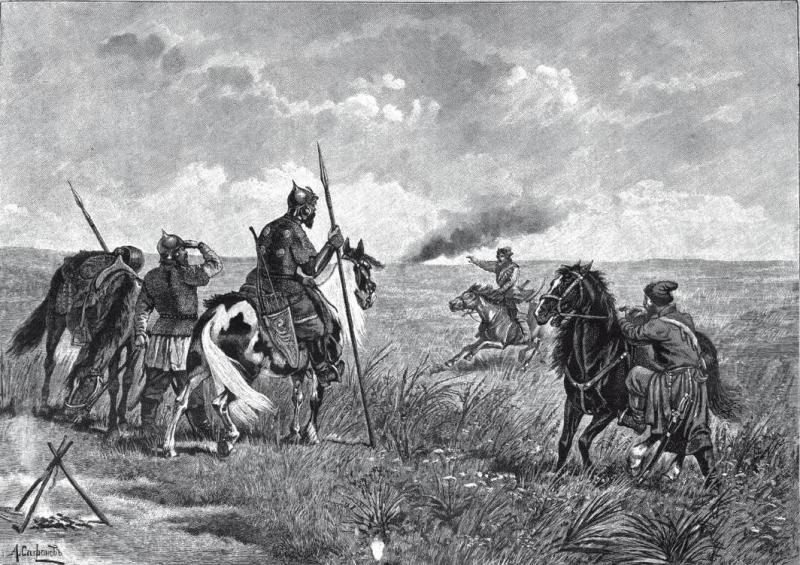
Shlipper, Alerta de los guardias de la estepa rusa en el siglo XVI (ilustración del).

Las estepas de los Campos Salvajes eran aptas para la agricultura, la ganadería y las artesanías, por lo que empezaron a ser colonizadas por el Rus de Kiev. Sin embargo, hallaban el obstáculo de las constantes incursiones de los pueblos nómadas (jázaros, pechenegos, cumanos, tártaros). Para su defensa, desde Kiev, Chernígov y otras ciudades rusas, se organizaban expediciones militares y se edificaban torres de vigilancia.

### Dominio mongol y tártaro
Tras la llegada de los mongoles de Batu Kan en la primera mitad del siglo XIII, se instalaría el gobierno de la Horda de Oro, que mantendría el control de la zona hasta 1362, cuando Algirdas les venció en la batalla de las Aguas Azules. Su sucesor, Vitautas, perdió en control de la zona ante la Horda y su líder Temür Qutlugh como resultado de la batalla del río Vorskla, en 1399. En 1441, la sección más occidental de los Campos Salvajes, Yedisán, pasó al control del kanato de Crimea, títere del Imperio otomano del siglo XVI en adelante. La región era atravesada por la ruta de Murava y la ruta de Izium, dos de las vías principales de incursión de los tártaros de Crimea en el territorio del Gran Ducado de Moscovia. Las incursiones crimeanas y nogayas en las tierras eslavas orientales se produjeron durante un largo periodo de tiempo, enfrentando a tártaros de Crimea, moscovitas, lituanos y la nogayos y produjeron una gran devastación y despoblación en el área.

### Cosacos
Esta situación fue aprovechada por los cosacos del Don, los cosacos del Dniéper, los cosacos del Jopior y otras huestes cosacas para ocupar el territorio. En los siglos XVI y XVII, Moscovia trataría de ir ganando terreno como medio de contención de la expansión tártara mediante la construcción de líneas o sistemas de fortalezas y abatís. Para Moscovia este espacio sin gobierno era un problema, pues suponía un refugio para los siervos del campo huidos. Los cosacos de Zaporozhia descendían desde Jórtytsia por el Dniéper en sus chaiki y asolaban las costas del mar Negro, lo que forzó a los otomanos a fortificar el litoral con plazas como Kara Kermán o Jadsibey.

### Líneas de defensa rusas

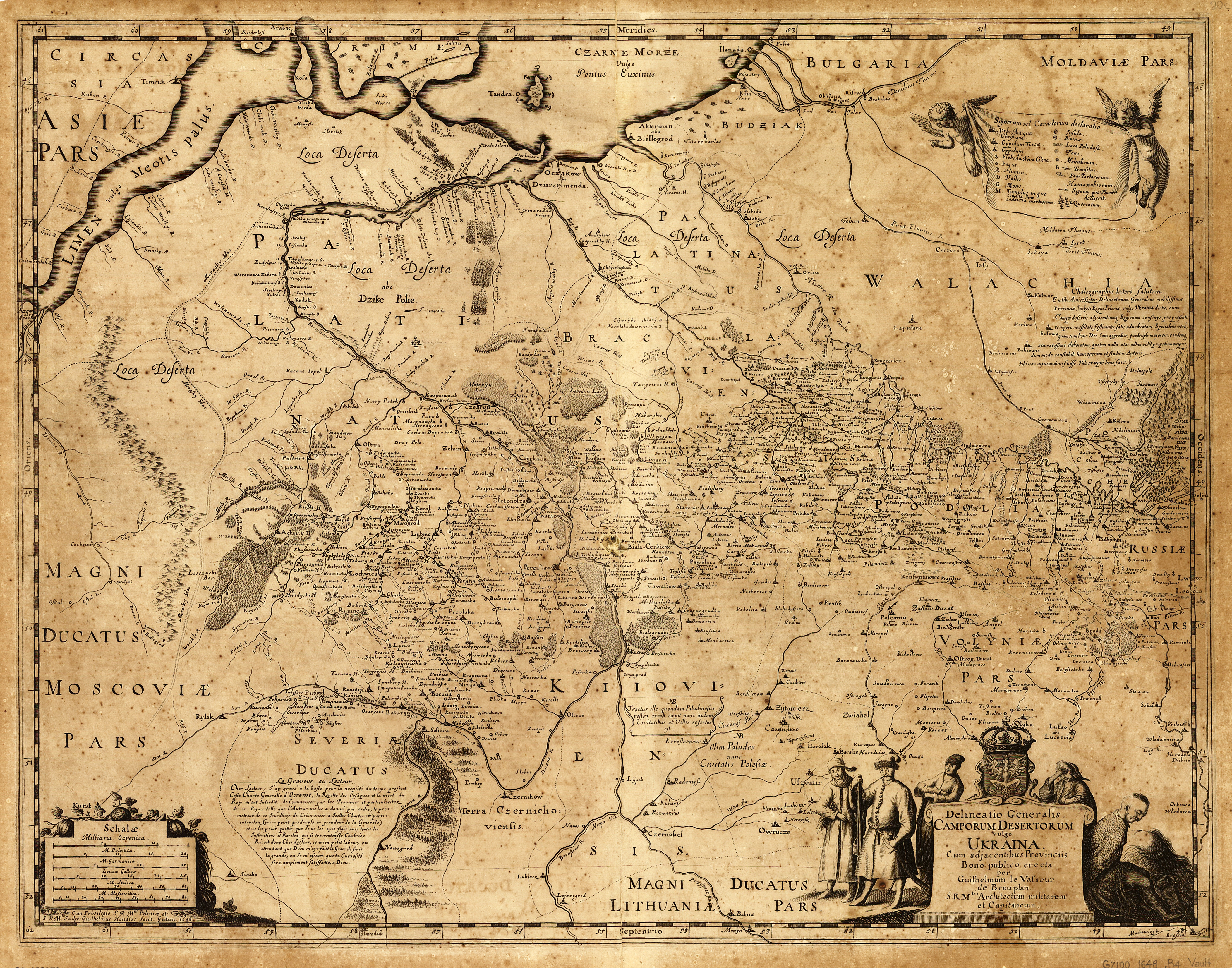
Mapa de la zona despoblada de Polonia-Lituania por Guillaume Le Vasseur de Beauplan (1648).

Los rusos construyeron en la década de 1560 las fortalezas de Oriol, Novosil y Dankov. En las décadas de 1580 y 1590 se fundan Livni, Vorónezh, Yeléts, Kromy, y la avanzadilla meridional de Bélgorod. La mayoría de los colonos de estas nuevas ciudades eran gentes del servicio y otras personas atraídas por el gobierno al servicio militar. Aparte de este, se esperaba que los colonos que se ocuparan de su propia subsistencia con tareas agrícolas (parte de la producción era tributo al Estado), y cuando no fuera posible eran mantenidos con el "salario del pan" desde Moscú. De este modo surgiría la clase privilegiada de agricultores-militares odnodvortsy. En unos primeros momentos sería el mismo propietario de las tierras el que se ocupara de su cultivo, pero poco a poco fue llegando y desplazándose al sur la mano de obra campesina que acabaría estableciéndose en las tierras de los odnodvortsy.
En el siglo XVII, la línea de defensa antigua (llamada línea de Tula o zaséchnaya chertá) se manifestaba insuficiente ante la reanudación de las incursiones tártaras y otomanas y ante la necesidad de proteger a los colonos rusos que se habían instalado al sur de la misma. Por ello, en 1636 se iniciaría la construcción de la nueva línea de Bélgorod, que ocuparía los siguientes veinte años, y que estaría formada por Ojtyrka (1654), Olshán (1645), Volni kurgán (1640), Jomtyzhsk (1640), Kárpov (1646), Bóljov (Bóljovets, 1646), Korocha (1638), Yáblonov (1637), Tsariov-Alekséyev (1637), Verjososensk (1637), Userd (1641) y Ostrogozhsk (1652), entre otras muchas que se construyeron, también entre ambas líneas. Más tarde la línea se adelantaría a Tambov, donde se unía a la línea de Simbirsk, construida en los mismos años. Mientras que la zona occidental se poblaba con inmigrantes voluntarios, la zona oriental se poblaba con inmigrantes militares forzosos de más al norte.
Tanto polaco-lituanos como rusos aceleraban la colonización al sur de Bélgorod, y para 1640 la colonización de la zona de Poltava estaba acabada, cerrando el espacio entre las estepas tártaras y la población sedentaria de la orilla derecha del Dniéper. Tras la asimilación por Rusia del margen izquierdo de Ucrania, la colonización de los Campos Salvajes restantes cobró nueva fuerza (Sudzha, Bilopilia), de modo que se proyectó una nueva línea hasta el Donets, aunque no fue apenas construida, pues desde 1681 la zona era ocupada por la hueste cosaca libre de Izium. Poblaciones desplazadas de la margen derecha del Dniéper se trasladaron a estas nuevas regiones por colonizar, devastada por los conflictos ruso-turcos. Bajo Pedro I y sus sucesores, continuaría la política de establecimiento gradual de los rusos en la región hasta su asimilación completa bajo el nombre de Novorosiya tras una serie de conflictos armados dirigidos contra los otomanos y tártaros de Crimea por Catalina la Grande en la segunda mitad del siglo XVIII.

## Geografía

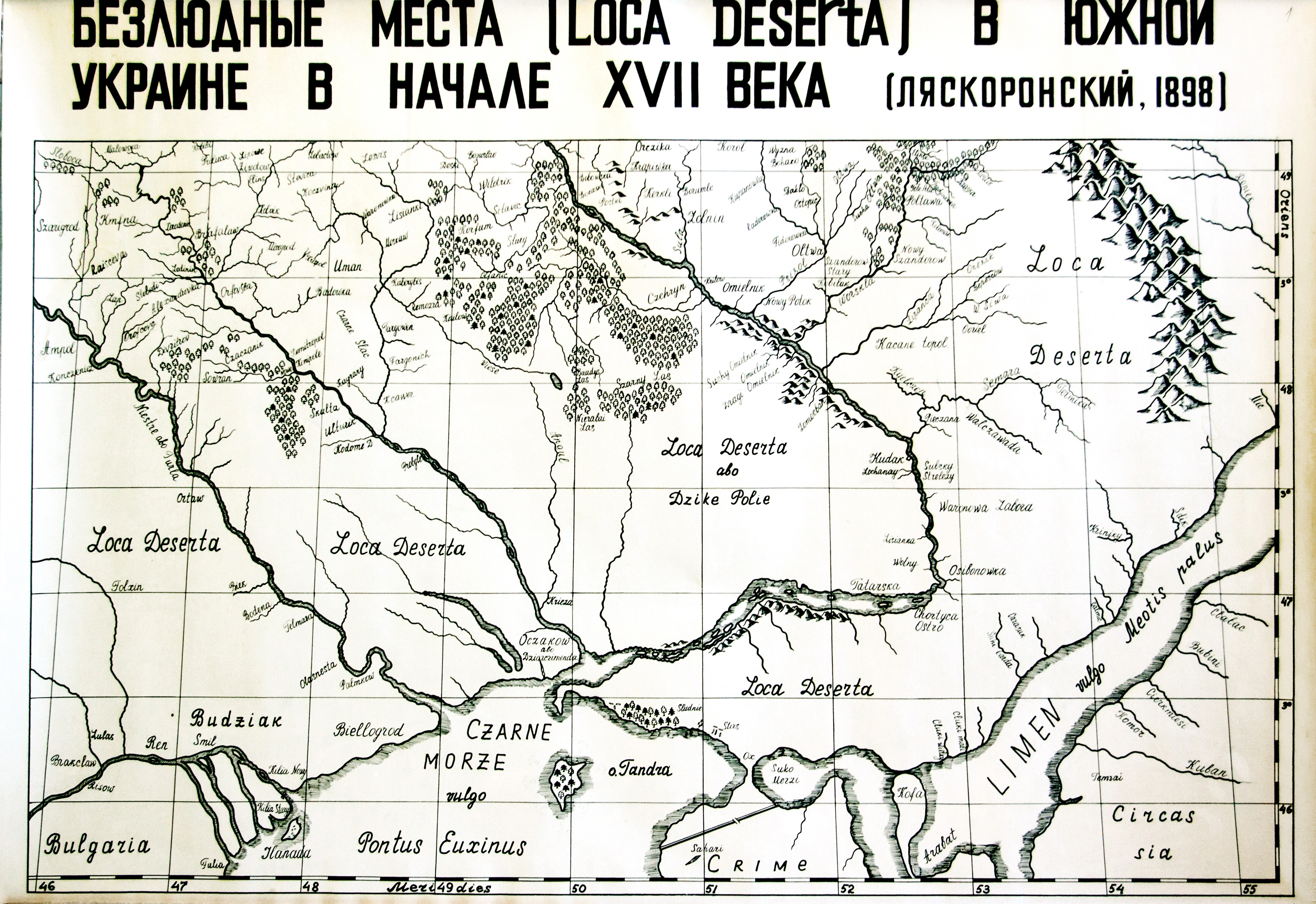
Loca deserta a principios del siglo XVII, por Vasili Liaskoronski (1898).

El nombre Campos Salvajes (en polaco Dzikie Polie) aparece en los mapas de 1648 realizados para la Mancomunidad de Polonia-Lituania por el ingeniero y cartógrafo militar Guillaume Le Vasseur de Beauplan. Los Campos Salvajes nunca tuvieron unas fronteras reconocidas por todos e indiscutibles. En el mapa del holandés Nicolaes Witsen de 1697 el nombre Dzikie Polie aparece sobre la región del río Donets. El 3 de septiembre de 1701, 26 nobles de Chembar presentaron una petición para la distribución de tierras y bosques en la región Dikova Polya.